# Mohamed Safwat
Mohamed Safwat (in arabo محمد صفوت‎?; Mansura, 19 settembre 1990) è un tennista egiziano.

## Biografia
Ha vinto un titolo in singolare e tre in doppio nell'ATP Challenger Tour e diversi altri nel circuito ITF. I suoi migliori ranking ATP sono stati il 130º in singolare nel febbraio 2020 e il 225º in doppio nel settembre 2016.
È entrato tre volte nei tabelloni principali in tornei del Grande Slam, nei quali non si è aggiudicato alcun match. Ha vinto due match in altri tornei del circuito maggiore.
Ha esordito nella squadra egiziana di Coppa Davis nel 2009. Con il titolo conquistato in singolare ai XII Giochi panafricani nel 2019, ha ottenuto il diritto a partecipare al torneo in singolare dei Giochi di Tokyo, diventando così il primo tennista egiziano a giocare in un'Olimpiade. Safwat è poi uscito al primo turno.

## Statistiche

### Tornei minori

#### Singolare

##### Vittorie (28)
| Legenda tornei minori |
| Challenger (1)        |
| Futures (27)          |

| N. | Data            | Torneo                                     | Superficie | Avversario in finale | Punteggio   |
| 1. | 9 febbraio 2020 | Launceston Tennis International, Lauceston | Cemento    | Alex Bolt            | 7–6(5), 6–1 |

##### Sconfitte in finale (25)
| Legenda tornei minori |
| Challenger (3)        |
| Futures (22)          |

| N. | Data              | Torneo                       | Superficie  | Avversario in finale | Punteggio        |
| 1. | 24 settembre 2016 | Morocco Tennis Tour, Kenitra | Terra rossa | Maximilian Marterer  | 2–6, 4–6         |
| 2. | 29 aprile 2018    | Kunming Open, Anning         | Terra rossa | Prajnesh Gunneswaran | 7–5, 3–6, 1–6    |
| 3. | 17 novembre 2019  | Tali Open, Helsinki          | Cemento (i) | Emil Ruusuvuori      | 3–6, 7–6(4), 2–6 |

#### Doppio

##### Vittorie (13)
| Legenda tornei minori |
| Challenger (3)        |
| Futures (10)          |

| N. | Data              | Torneo                                          | Superficie  | Compagno          | Avversari in finale               | Punteggio        |
| 1. | 21 giugno 2014    | Mohammedia Open, Mohammedia                     | Terra rossa | Fabiano de Paula  | Richard Becker Elie Rousset       | 6–2, 3–6, [10–6] |
| 2. | 16 ottobre 2015   | Morocco Tennis Tour - Casablanca II, Casablanca | Terra rossa | Laurynas Grigelis | Thiemo de Bakker Stephan Fransen  | 6–4, 6–3         |
| 3. | 16 settembre 2016 | Morocco Tennis Tour - Meknes, Meknes            | Terra rossa | Luca Margaroli    | Pedro Martínez Oriol Roca Batalla | 6–4, 6–4         |

##### Sconfitte in finale (8)
| Legenda tornei minori |
| Challenger (1)        |
| Futures (7)           |

| N. | Data            | Torneo                                      | Superficie | Compagno      | Avversari in finale      | Punteggio |
| 1. | 2 febbraio 2019 | Launceston Tennis International, Launceston | Cemento    | Hiroki Moriya | Max Purcell Luke Saville | 5–7, 4–6  |